# Антарктические оазисы

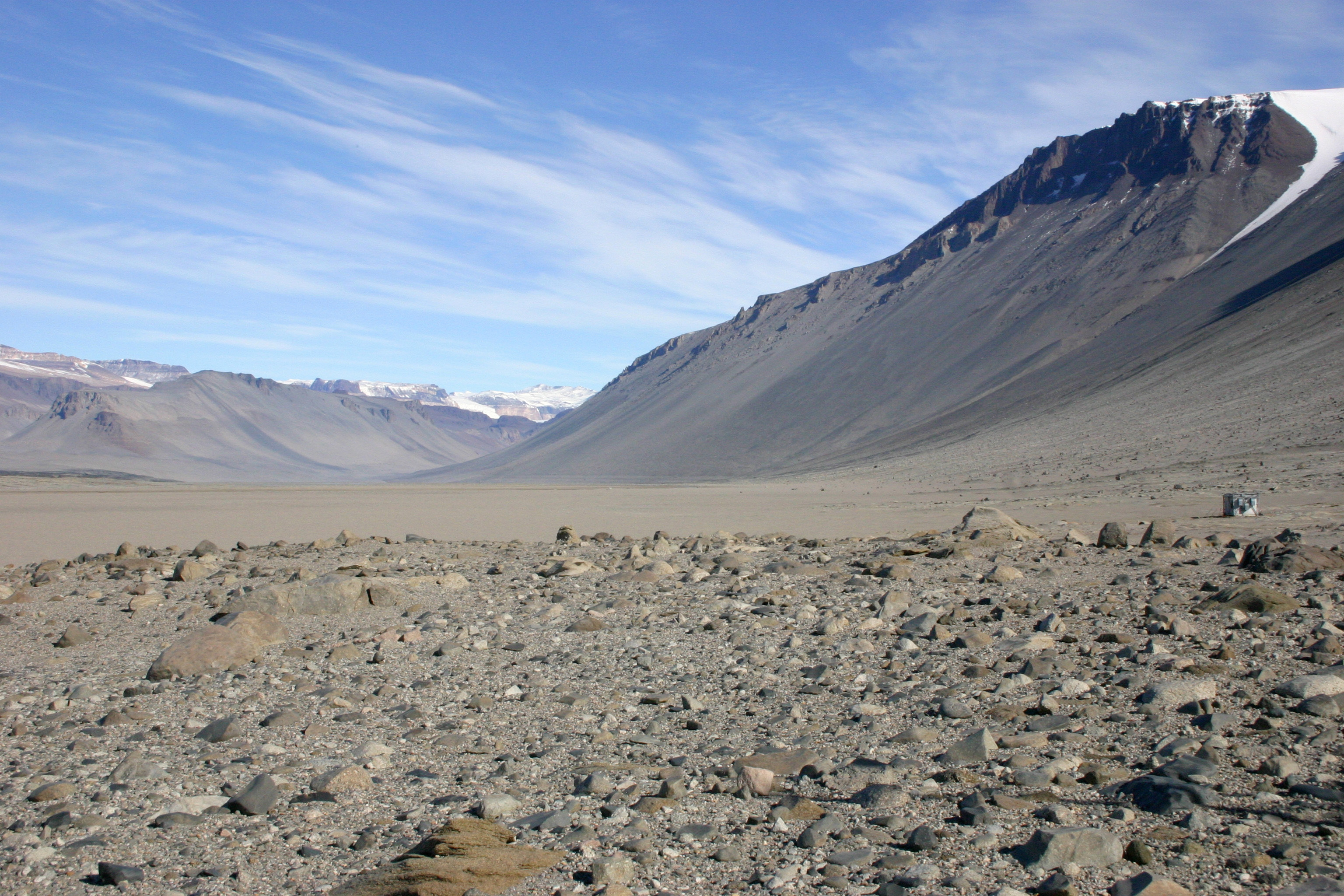
Сухие долины Мак-Мёрдо

Антарктические оазисы — свободные от ледников и постоянного ледяного или снежного покрова участки местности, окруженные антарктическим ледяным щитом или, на побережье, шельфовыми ледниками.
Расположены в Антарктиде, а также на Южных Шетландских и Южных Оркнейских островах.
Температура воздуха в антарктических оазисах на несколько градусов (зимой на 1-2 °C, летом на 5-6 °C) выше, чем на окружающей территории.
Название было предложено в 1938 участниками экспедиции Джона Раймилла по аналогии с оазисами в пустыне; в антарктических оазисах по крайней мере часть года доступна незамерзающая вода, во многих есть соленые и пресные озера и даже системы озер.
Первый антарктический оазис, одна из долин оазиса Сухие долины, был открыт в 1903 году британской антарктической экспедицией; в 1935 году командой норвежского судна «Торсхавн» из экспедиции Ларса Кристенсена был открыт оазис Вестфолль.
Большинство антарктических научных станций построены в оазисах.

## Площадь
По разным оценкам площадь антарктических оазисов составляет от 0,03 до 0,3 % общей территории Антарктиды. Общая площадь оазисов 10 тыс. км², а площадь не занятых льдом районов (включая бесснежные скалы) составляет 30—40 тыс. км². Размеры оазисов составляют от десятков до сотен км². Крупнейший оазис — Сухие долины, площадью около 8 тыс. км².

## Виды оазисов
По физико-географическим особенностям выделяются три вида антарктических оазисов: пришельфовые (типичные), прибрежные и горные.
По другой классификации: низкогорно-холмистые (оазис Бангера, оазис Ширмахера), межгорные и горные.

## Формирование оазисов
Ранее выдвигались различные гипотезы относительно причин существования антарктических оазисов, связанные с подземными горячими источниками или зонами повышенного радиоактивного распада.
Сейчас наиболее общепринято предположение, что причиной образования оазисов является обтекание льдом отдельных возвышенных участков суши либо временное отступление ледника.
В обоих случаях обнажающиеся относительно тёмные скалы, в отличие от льда, интенсивно поглощают свет солнца и могут нагреваться до +20 °C и выше; на скалах станции Мирный в январе наблюдалась температура около +30 °С.
Снег, выпадающий на нагретые летом скалы, быстро тает; из-за относительно высокой температуры скал и дующих с ледников сухих ветров (фён) влага быстро испаряется и не накапливается в оазисе.
В результате воздух и почва остаются сухими, поэтому для оазисов характерны условия сухой и холодной пустыни.
Влажность редко превышает 50 % и только в некоторых местах на побережье выпадает до 700—1000 мм годовых осадков.
От скал прогревается приземный слой воздуха, и днём возникают восходящие токи воздуха и образуется кучевая облачность.
Хотя разница с температурой воздуха над поверхностью соседних льдов может быть невелика уже на высоте нескольких метров, эффект может быть заметен до высоты в 1 километр.
Зимой поверхность оазисов покрывается снегом.

## Животный и растительный мир
Антарктическим оазисам присущ специфический природный комплекс. Высшие растения представлены всего двумя-тремя видами, растут различные мхи и множество лишайников, в озёрах и почве находятся водоросли. Ввиду практически полного отсутствия сосудистых растений с их корневой системой и наличия цианобактерий, лишайников, водорослей и мхов, антарктические оазисы являются уникальными моделями самых ранних, докембрийских, процессов почвообразования:36.
Водятся несколько видов насекомых, включая бескрылых мух и комаров; в водоемах можно найти мелких ракообразных. Млекопитающие и птицы представлены морскими видами — тюлени, буревестники, поморники, пингвины.
Зимой в оазисах остаются только императорские пингвины.